# Mark Hunter
Mark Hunter, född den 1 juli 1978 i London i Storbritannien, är en brittisk roddare.
Han tog OS-silver i lättvikts-dubbelsculler i samband med de olympiska roddtävlingarna 2012 på hemmaplan i London.